# Club Universidad Nacional
Club Universidad Nacional, Asociación Civil, kortweg Pumas UNAM, is een Mexicaanse voetbalclub uit Mexico-Stad. Thuisstadion is het Estadio Olímpico Universitario, dat werd gebouwd voor de Olympische Spelen van 1968. Pumas UNAM behoort samen met Club América, Cruz Azul en Chivas tot de top van het Mexicaanse voetbal. De club is verbonden aan de Nationale Autonome Universiteit van Mexico (UNAM).

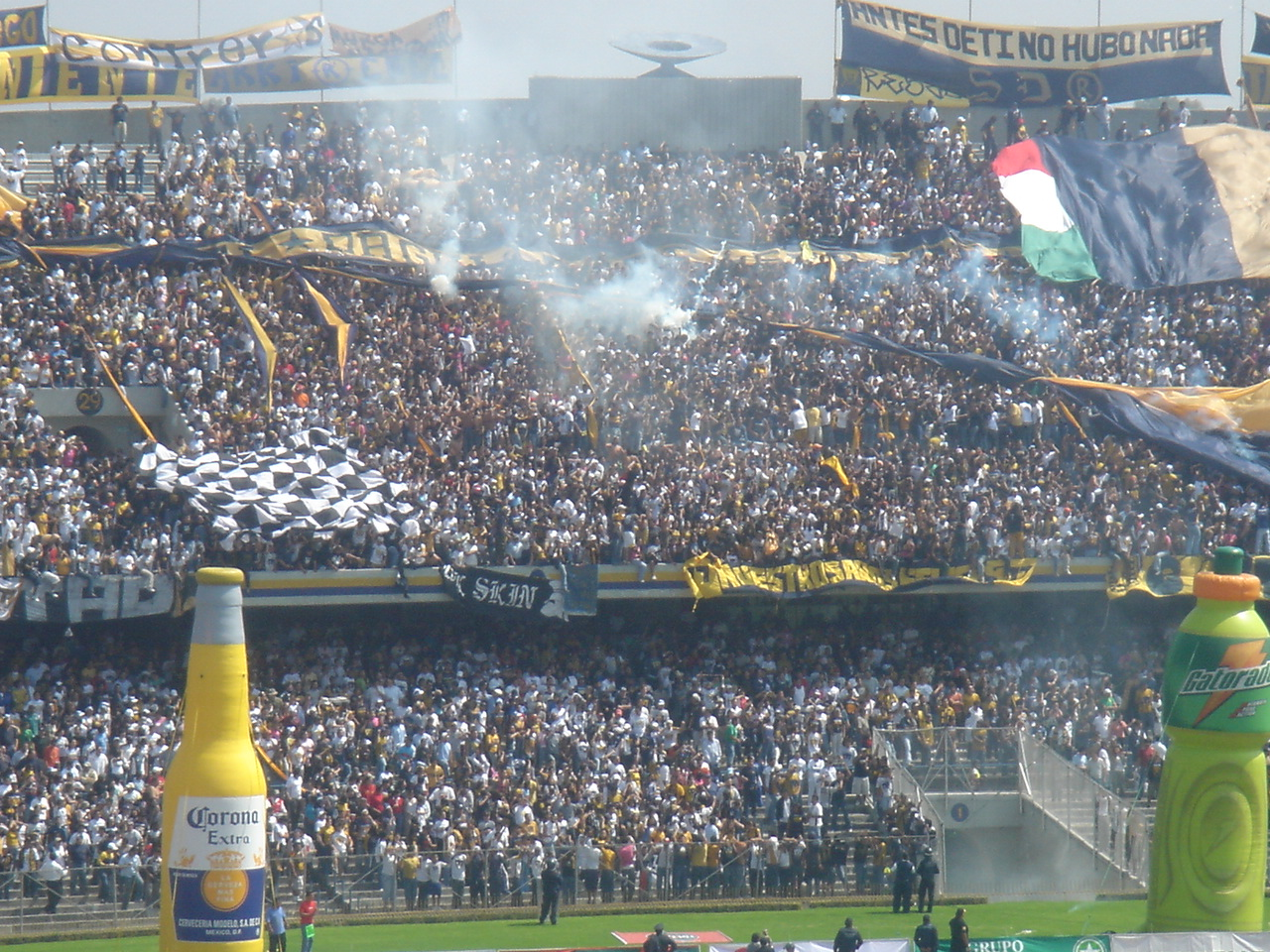
Fans van Pumas UNAM

## Erelijst
Nationaal
- Primera División / Liga MX

1977, 1981, 1991, Clausura 2004, Apertura 2004, Clausura 2009, Clausura 2011
- Copa México

1975
- Campeón de Campeones

1975, 2004
- Segunda División de México

1962
Internationaal
- CONCACAF Champions Cup

1980, 1982, 1989
- Copa Interamericana

1980

## Trainer-coaches[2]
| Naam                | Van        | Tot        | Duels | W | G | V |
| ------------------- | ---------- | ---------- | ----- | - | - | - |
| Bora Milutinović    | 01/07/1977 | 31/12/1982 | ?     | ? | ? | ? |
| Bora Milutinović    | 01/01/1990 | 31/12/1990 | ?     | ? | ? | ? |
| Ricardo Ferretti    | 01/07/1991 | 30/06/1996 | ?     | ? | ? | ? |
| Pablo Luna          | 10/08/1996 | 16/09/1996 | ?     | ? | ? | ? |
| Hugo Sánchez        | 01/09/2001 | 31/10/2005 | ?     | ? | ? | ? |
| Miguel España       | 01/11/2005 | 31/03/2006 | ?     | ? | ? | ? |
| Guillermo Vázquez   | 01/04/2006 | 30/06/2006 | ?     | ? | ? | ? |
| Ricardo Ferretti    | 01/07/2006 | 30/06/2010 | ?     | ? | ? | ? |
| Guillermo Vázquez   | 01/07/2010 | 30/06/2012 | ?     | ? | ? | ? |
| Joaquín del Olmo    | 01/07/2012 | 27/08/2012 | ?     | ? | ? | ? |
| Juan Antonio Torres | 27/08/2012 | 01/09/2012 | ?     | ? | ? | ? |
| Mario Carrillo      | 02/09/2012 | 29/10/2012 | ?     | ? | ? | ? |
| Juan Antonio Torres | 30/10/2012 | 04/09/2013 | ?     | ? | ? | ? |
| José Luis Trejo     | 04/09/2013 | 15/08/2014 | ?     | ? | ? | ? |
| David Patiño        | 15/08/2014 | 2014       | ?     | ? | ? | ? |
| Guillermo Vázquez   | 2014       |            | ?     | ? | ? | ? |

## Bekende (oud-)spelers
- Dani Alves
- Pablo Barrera
- Joaquín Botero
- Jorge Campos
- Francisco Fonseca
- Dante López
- Héctor Moreno
- Fernando Ochoaizpur
- Hugo Sánchez
- Bernd Schuster
- Gerardo Torrado